# Ignaz Kögler
Ignaz Kögler   (Landsberg am Lech, 11 de maig de 1680 - Pequín, 30 de març de 1746) va ser un matemàtic jesuïta bavarès, missioner a la Xina. En xinès va ser anomenat 戴進賢 (Dai Jinxian).

## Vida i obra
Kögler na néixer a la ciutat bavaresa de Landsberg-am-Lech (uns cinquanta quilòmetres a l'oest de Múnic). Va ingressar a la Companyia de Jesús i va ser professor de la universitat d'Ingolstadt, abans de marxar en missió a la Xina passant un temps a Lisboa.
El 1720, en morir Kilian Stumpf, és nomenat per l'emperador xinès director de l'observatori astronòmic imperial de Pequín. Va exercir aquest càrrec fins a la seva mort el 1746. Va ser enterrat al cementiri jesuïta de Pequín.
Durant els anys que va ser director astronòmic la seva tasca principal va ser fer observacions astronòmiques prou precises per a publicar cartes astronòmiques acurades. Tot aquest esforç d'observació va culminar en la publicació el 1744 del Lixiang kaocheng (Compendi d'astronomia computacional i observacional), amb la col·laboració d'altres astrònoms xinesos i europeus (com Hallerstein). Va ser nomenat mandarí de segona classe, però tot i això, la cort imperial va continuar demanant millores per el calendari i per les dates rituals.
Kögler va mantenir correspondència, directa o indirecta, amb diversos científics i astrònoms europeus.